# Eric Mazur
Eric Mazur (nascut el 14 de novembre del 1954) és un físic i professor de la Universitat Harvard, i un empresari de noves empreses tecnològiques per als mercats educatius i de tecnologia. La investigació de Mazur està en l'òptica ultraràpides experimentals i física de la matèria condensada. Nascut a Amsterdam, Netherlands, va rebre els seus graus de llicenciatura i postgrau de Leiden Universitat.

## Educació
Mazur va estudiar física i astronomia a Leiden Universitat. Va passar el seu "examen doctoral" (equivalent a un segon cicle) el 1977 i va continuar els seus estudis de llicenciat a la mateixa institució. El 1981 va obtenir el seu doctorat en una tesi titulada "The structure of non-equilibrium angular momentum polarizations in polyatomic gases". Tot i que tenia la intenció de continuar amb una carrera en la indústria amb Philips a Eindhoven N.V., se'n va anar a Europa per la insistència del seu pare, Peter Mazur, per perseguir un estudi post-doctoral amb el recent premi Nobel Nicolaas Bloembergen a la Universitat Harvard.

## Carrera
Després de dos anys com un post-doctorat, Mazur se li va oferir un lloc de professor ajudant a la Universitat Harvard. En 1987 va ser ascendit a professor associat i va obtenir la tinença de tres anys més tard en 1990. Mazur té actualment una cadira com Balkanski Professor de Física i Física Aplicada de manera conjunta en la Facultat d'Enginyeria i Ciències Aplicades de Harvard i al Departament de Física. Ell és també el degà de Física Aplicada.

## Recerca
Els primers treballs de Mazur a Harvard es va centrar en l'ús del làser de pols curt per dur a terme l'espectroscòpia de molècules altament vibracionalment excitats. Mazur i el seu grup han fet moltes contribucions pioneres en el camp de polsos làser ultracurts i les seves interaccions amb la matèria ("ciència dels materials de femtosegons"). El 1989 el grup va ser un dels primers en el món acadèmic per construir una col·lisió-pols de manera-bloquejada amb làser, els quals genera polsos de durada de només 70 femtosecond. Després de recents mesuraments realitzats pel grup de Mazur van demostrar de forma concloent que els sòlids poden patir una transició de fase estructural sense escalfament apreciable de la xarxa, el grup de Mazur va desenvolupar una tècnica per mesurar la funció dielèctrica plena de semiconductors altament excitats. Des de llavors els grups utilitzen aquesta tècnica i diverses sondes òptiques no lineals per estudiar les transicions de fase estructurals induïdes per làser.
En paral·lel als treballs sobre semiconductors, Mazur va començar a estudiar la interacció de polsos de femtosegons intenses amb materials transparents. En centrar fortament un pols de làser en el gruix d'un material d'absorció òptica no lineal transparent es produeix dins del material, el que condueix a altes temperatures extremes i canvis de material en el focus. Aquesta tècnica de micromecanitzat làser de femtosegon és ara àmpliament utilitzat per a emmagatzematge de dades, fabricació de components òptics integrats, i microcirurgia.

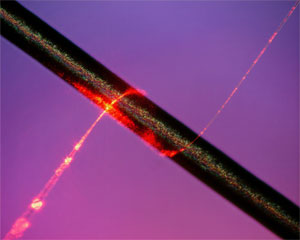
Un nanocables de sílice llum conductora s'ajusta un feix de llum al voltant d'un bri de cabell humà. El nanocable és d'aproximadament una mil·lèsima del gruix del cabell. Crèdit: Limin Tong, Universitat Harvard

El 1998, un descobriment casual en el laboratori de Mazur va conduir al desenvolupament d'un nou mètode per formar una modificació de la superfície de silici, anomenat "silici negre" a causa de la seva reflectivitat molt baixa. Després de la irradiació per un tren de polsos làser de femtosegons en presència d'un gas que conté halogen la superfície de silici desenvolupa una estructura microscòpica acte-organitzat de cons de mida micromètrica. El material resultant té moltes propietats notables, com ara una absorció millorada que s'estén a la infraroja per sota de la banda prohibida del silici. El material ha trobat aplicacions comercials en una sèrie de fotodetectors.
La investigació de Mazur segueix centrant-se en les interaccions del pols làser ultracurts i nous dispositius òptics no lineals. En col·laboració amb un grup de la Universitat de Zhejiang a Hangzhou, Xina, el grup de Mazur va ser el primer a desenvolupar una tècnica per estirar les fibres òptiques de sílice de sublongitud d'ona de diàmetre. Aquests cables guia de llum en forma d'una ona evanescent, permet molt forta curvatura de la llum.

## Instrucció per parelles
El 1991, Mazur va començar a dissenyar una estratègia instruccional per a l'ensenyament anomenada Instrucció per parelles. El 1997 va publicar un llibre anomenat Peer Instruccion: A User's Manual que proporciona detalls sobre aquesta estratègia.
Instrucció per parelles (PI) s'ha trobat per ser més beneficiosa que la discussió o una lliçó de tota la classe De fet, segons un article publicat en l'edició de març / abril de 2009 de la Complexitat, més del 90% dels instructors que han provat la PI s'han decicit per seguir utilitzant-ho i incorporar-ho més en l'ensenyament. La disposició dels seients té un paper important en el resultat d'aquest mètode. Per exemple, quan els estudiants de baix rendiment estan asseguts a la part davantera, tenen més oportunitats per incrementar les seves millores. Mentrestant, els resultats dels estudiants d'alt rendiment que estan asseguts a la part posterior no es veuen afectats. A més, quan els estudiants d'alt rendiment estan asseguts en les quatre cantonades exteriors de la sala de classe, el rendiment de la classe en el seu conjunt augmenta.

## Emprenedoria
Mazur ha fundat o co-fundat dues noves empreses tecnològiques : SiOnyx, el que fa els sensors infrarojos, i l'Aprenentatge Catalytics, que a l'abril de 2013 va vendre a la corporació educativa Pearson.

## Premis
Mazur ha estat àmpliament reconeguda pel seu treball científic i el lideratge.
- 1988 – Premiat el Presidential Young Investigator Award pel President Ronald Reagan.
- 1989 – Elegit Fellow of the American Physical Society.
- 1999 – Premiat per l'excel·lència en investigació educativa pel Council of Scientific Society Presidents
- 2006 –Seleccionat un dels 75 més destacats físics americans per la by the American Association of Physics Teachers
- 2008 –Premiat el Esther Hoffman Beller Medal per la Optical Society of America.
- 2008 - Corresponsal de la Royal Netherlands Academy of Arts and Sciences[5]